# Pfarrkirche Lans

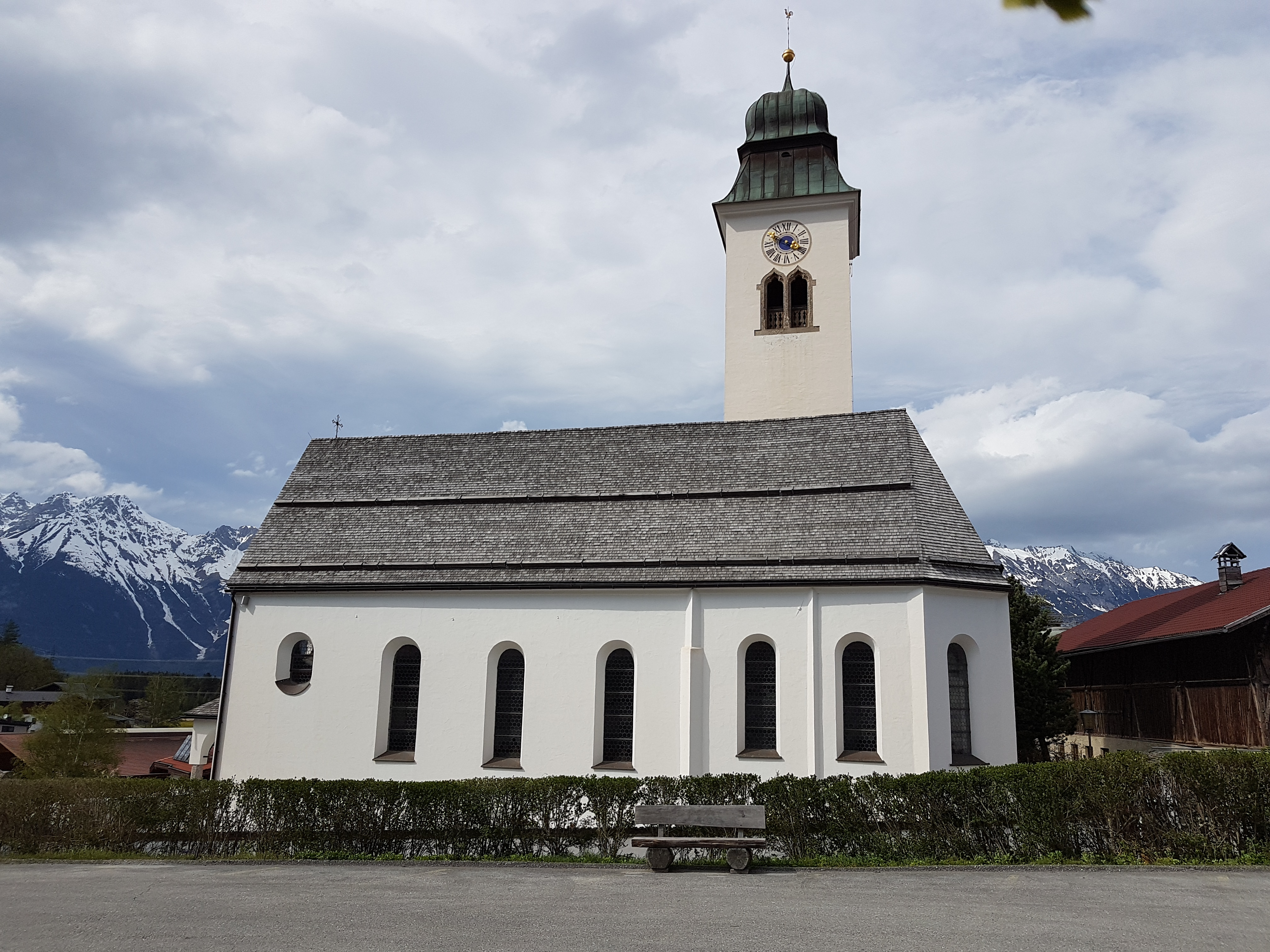
Katholische Pfarrkirche hl. Lambert in Lans

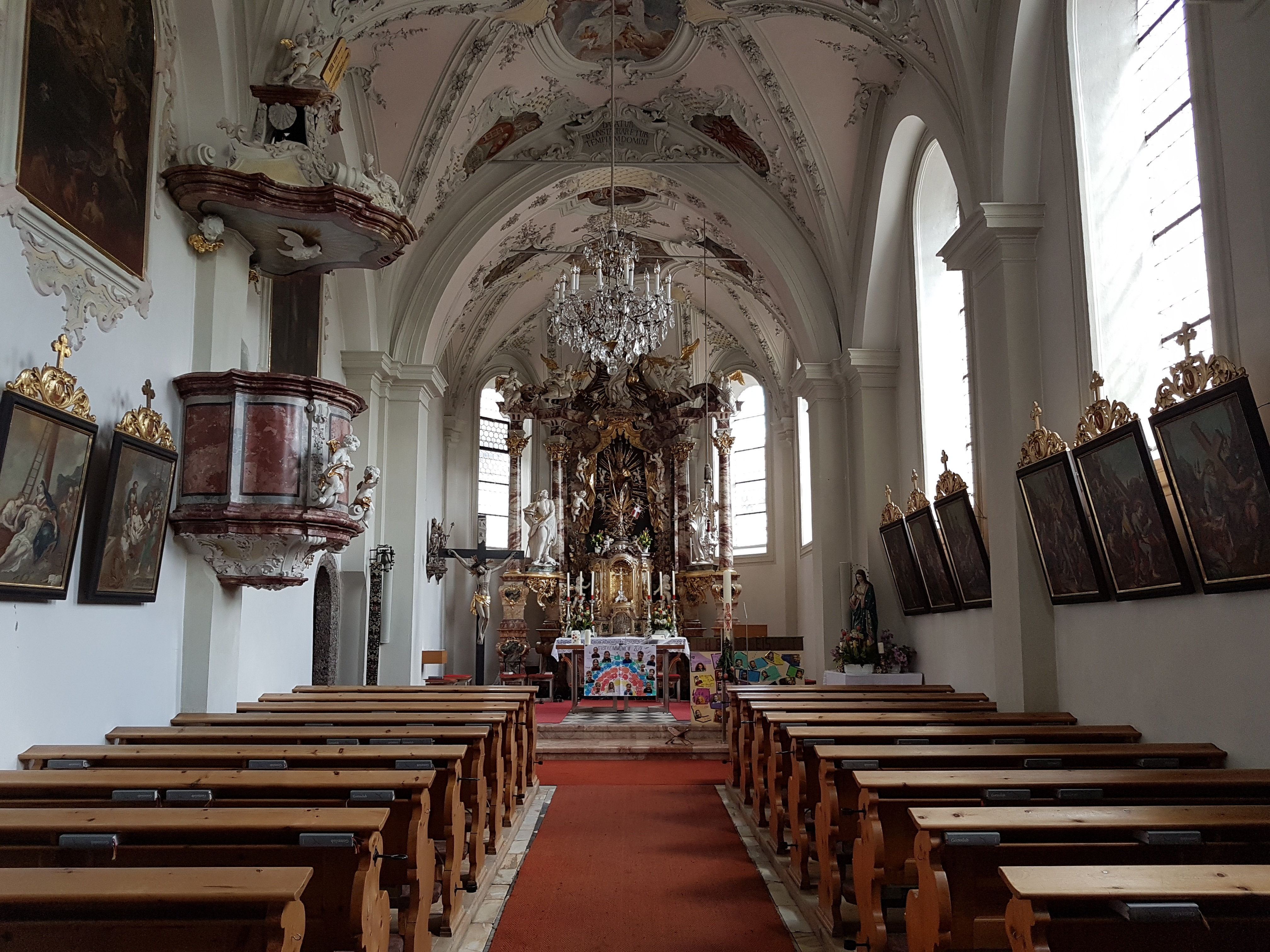
Langhaus, Blick zum Chor

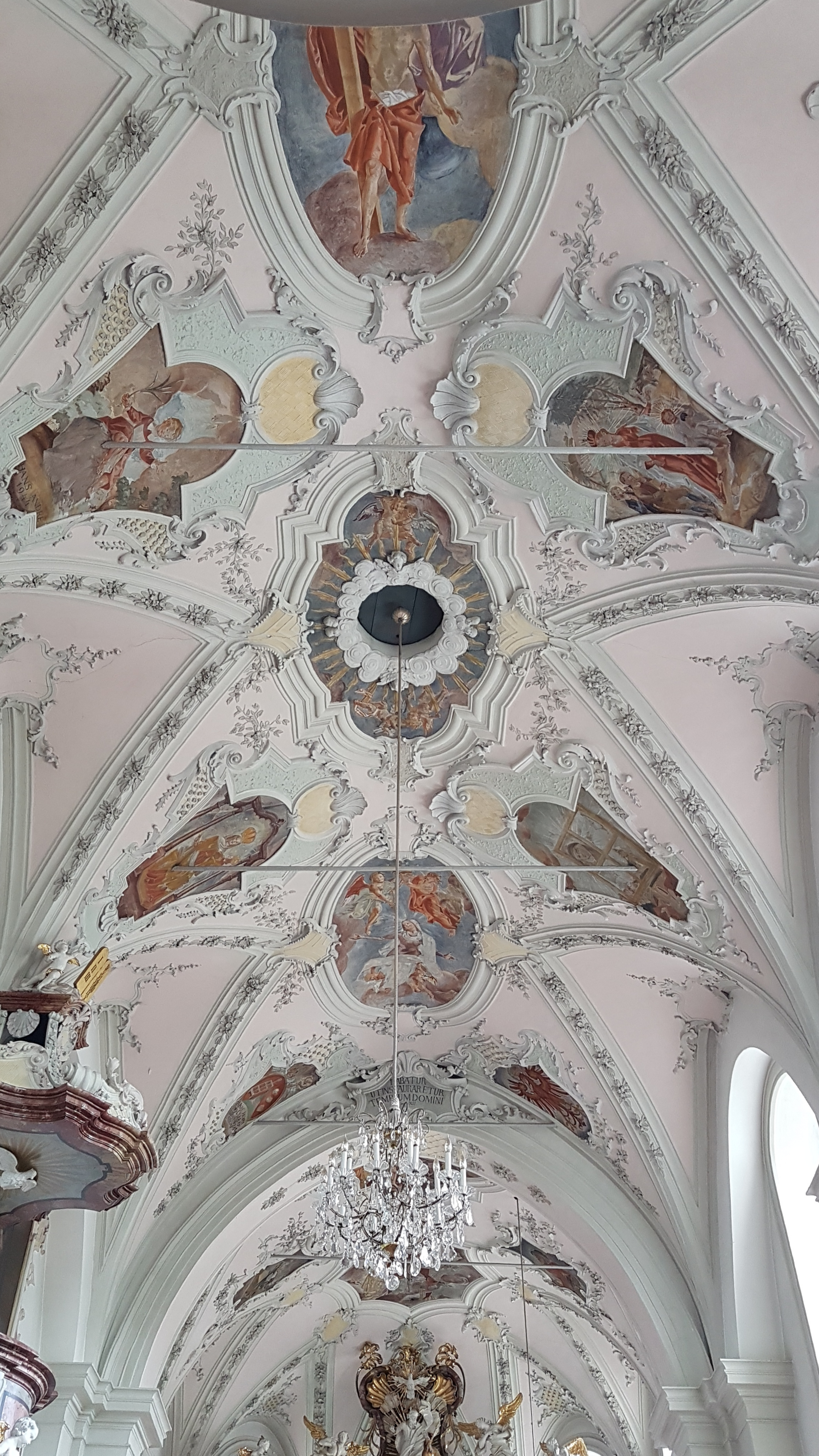
Langhausgewölbe

Die römisch-katholische Pfarrkirche Lans steht in der Ortsmitte der Gemeinde Lans im Bezirk Innsbruck-Land im Bundesland Tirol. Die dem Patrozinium des hl. Lambert von Lüttich unterstellte Pfarrkirche gehört zum Dekanat Wilten-Land in der Diözese Innsbruck. Die Kirche und der Friedhof stehen unter Denkmalschutz (Listeneintrag).

## Geschichte
Urkundlich wurde 1369 eine Kirche genannt. Der Chor wurde 1457 geweiht, das Langhaus 1497. 1722 wurde das Langhaus um das Emporenjoch verlängert. 1738/1739 wurde die Kirche innen barockisiert. 1967/1969 war eine Restaurierung.
Anfangs eine Filiale der seit 1259 inkorporierten Pfarrkirche Patsch, bestand zusammen mit Sistrans eine Kuratie. Die Kirche wurde 1891 zur Pfarrkirche erhoben. Eine Wallfahrt bestand bis in die zweite Hälfte des 18. Jahrhunderts.

## Architektur
Die spätgotische Kirche, innen barockisiert, ist von einer Friedhofsmauer umgeben.
Das Kirchenäußere zeigt sich spätgotisch, der Chor mit Dreiecklisenen hat die gleiche Breite wie das Langhaus. Der Nordturm steht am Chor, das Glockengeschoß hat gekoppelte Kielbogenschallfenster aus Haustein, die gekehlten Laibungen enden mit einem eingeschriebenen Kleeblatt, der Turm trägt über einem geschmiegten Pyramidenstumpf eine glockenförmige Haube. Der Sakristeianbau steht westlich am Turm. Die Westfront hat eine offene Vorhalle auf polygonalen Pfeilern mit einem Kreuzgratgewölbe, das gotische doppelt gekehlte Spitzbogenportal mit Steinmetzzeichen wurde bei der Langhausverlängerung übertragen.
Das Kircheninnere zeigt ein vierjochiges Langhaus, der Triumphbogen ist rundbogig, der innen leicht eingezogene einjochige Chor hat einen Fünfachtelschluss. Das westliche Emporenjoch enthält die Empore von 1722. 1738/1739 wurden die gotischen Dienste durch eine Pilastergliederung ersetzt, das Kreuzrippengewölbe zu einer Stichkappentonne verschlieffen. Die barocken Fenster sind ausgerundet. Das spätgotische Rundbogenportale zur Sakristei und zum Turmerdgeschoß sind steingefasst und haben Eisenplattentüren.
In den Gewölben zeigt sich reicher Frührokoko-Stuck aus 1740, Jörg Gratl zugeschrieben. Die Fresken in den Medaillons schuf Hans Andre 1944, im Chor hl. Lambert zwischen hl. Gertrud und hl. Norbert sowie Lamm Gottes und in den kleinen Seitenbildern Joachim und Anna, im Langhaus Mariä Himmelfahrt und Auferstandener zwischen Gnadenbildern der Umgebung.

## Einrichtung
Der barocke Hochaltar um 1738/1739 mit weit gestellten Säulen von Josef Pachnezer, er trägt unter einem Baldachin die spätgotische Statue hl. Lambert um 1500 und seitlich barocke Statuen der Heiligen Johannes der Täufer und Jakobus der Ältere, wohl aus der Werkstatt Ingenuin Lechleitners, zwei Statuen von Lechleitner der Heiligen Karl Boromäus und Johann Nepomuk sind deponiert, der Aufsatz zeigt Gottvater zwischen Engeln, die Putten wurden Anton Tschott zugeschrieben. Der Tabernakel wurde 1741 von der Pfarrkirche Patsch hierher übertragen und 1933 sowie 1969 umgebaut.
Die Kanzel ist über einem Holzkern stuckiert von Jörg Gratl 1738 und zeigt das Wappen des Hofsekretärs und Geheimen Rats Anton Ulrich Dannhauser von Neuenthurn, der die Gewölbestukkaturen gestiftet hat.
Die Orgel aus 1922 mit 14 Registern wurde von Alois Linder gebaut.
Die Glocken nennen Gregor Löffler mit seinen Söhnen Elias und Christoph 1556 sowie Christoph Löffler 1590.